# Scopulomia rotundalis
Scopulomia rotundalis är en fjärilsart som beskrevs av George Francis Hampson. Scopulomia rotundalis ingår i släktet Scopulomia och familjen nattflyn. Inga underarter finns listade.